# Premier League 1993/1994
Soutěžní ročník Premier League 1993/94 byl 2. ročníkem Premier League, tedy anglické nejvyšší fotbalové ligy. Soutěž byla započata 14. srpna 1993 a poslední kolo se odehrálo 8. května 1994. Liga se skládala z 22 klubů. Manchesteru United se podařilo obhájit titul z minulé sezóny, když ligu vyhráli s osmibodovým náskokem na druhý Blackburn Rovers. United se podařilo získat domácí double, když ovládli také FA Cup (výhra 2:0 nad Chelsea ve finále).

## Složení ligy v ročníku 1993/94
Soutěže se účastnilo 22 celků. K prvním devatenácti z minulého ročníku se připojili nováčci Newcastle United a West Ham United, kteří si účast zajistili již v základní části předcházejícího ročníku Football League First Division, a Swindon Town, ten si účast vybojoval vítězstvím v play off. Opačným směrem putovala mužstva Crystal Palace, Middlesbrough a Nottinghamu Forest.
| Klub                | 1992/93          | Město               | Stadión              |
| ------------------- | ---------------- | ------------------- | -------------------- |
| Manchester United   | Zlatá medaile    | Manchester          | Old Trafford         |
| Aston Villa         | Stříbrná medaile | Birmingham          | Villa Park           |
| Norwich City        | Bronzová medaile | Norwich             | Carrow Road          |
| Blackburn Rovers    | 4.               | Blackburn           | Ewood Park           |
| Queens Park Rangers | 5.               | Londýn              | Loftus Road          |
| Liverpool           | 6.               | Liverpool           | Anfield              |
| Sheffield Wednesday | 7.               | Sheffield           | Hillsborough Stadium |
| Tottenham Hotspur   | 8.               | Londýn              | White Hart Lane      |
| Manchester City     | 9.               | Manchester          | Maine Road           |
| Arsenal             | 10.              | Londýn              | Arsenal Stadium      |
| Chelsea             | 11.              | Londýn              | Stamford Bridge      |
| Wimbledon           | 12.              | Londýn              | Selhurst Park        |
| Everton             | 13.              | Liverpool           | Goodison Park        |
| Sheffield United    | 14.              | Sheffield           | Bramall Lane         |
| Coventry City       | 15.              | Coventry            | Highfield Road       |
| Ipswich Town        | 16.              | Ipswich             | Portman Road         |
| Leeds United        | 17.              | Leeds               | Elland Road          |
| Southampton         | 18.              | Southampton         | The Dell             |
| Oldham Athletic     | 19.              | Oldham              | Boundary Park        |
| Newcastle United    | First Division   | Newcastle upon Tyne | St James' Park       |
| West Ham United     | First Division   | Londýn              | Boleyn Ground        |
| Swindon Town        | First Division   | Swindon             | County Ground        |

### Realizační týmy a dresy
| Klub                | Trenér           | Kapitán          | Výrobce dresu | Sponzor dresu            |
| ------------------- | ---------------- | ---------------- | ------------- | ------------------------ |
| Arsenal             | George Graham    | Tony Adams       | Adidas        | JVC                      |
| Aston Villa         | Ron Atkinson     | Kevin Richardson | Asics         | Müller                   |
| Blackburn Rovers    | Kenny Dalglish   | Tim Sherwood     | Asics         | McEwan's Lager           |
| Chelsea             | Glenn Hoddle     | Dennis Wise      | Umbro         | Amiga                    |
| Coventry City       | Phil Neal        | Brian Borrows    | Ribero        | Peugeot                  |
| Everton             | Mike Walker      | Dave Watson      | Umbro         | NEC                      |
| Ipswich Town        | John Lyall       | Steve Palmer     | Umbro         | Fisons                   |
| Leeds United        | Howard Wilkinson | Gordon Strachan  | Asics         | Thistle Hotels           |
| Liverpool           | Roy Evans        | Ian Rush         | Adidas        | Carlsberg                |
| Manchester City     | Brian Horton     | Keith Curle      | Umbro         | Brother Industries       |
| Manchester United   | Alex Ferguson    | Bryan Robson     | Umbro         | Sharp                    |
| Newcastle United    | Kevin Keegan     | Peter Beardsley  | Asics         | McEwan's Lager           |
| Norwich City        | John Deehan      | Ian Butterworth  | Ribero        | Norwich and Peterborough |
| Oldham Athletic     | Joe Royle        | Mike Milligan    | Umbro         | JD Sports                |
| Queens Park Rangers | Gerry Francis    | David Bardsley   | Clubhouse     | CSF                      |
| Sheffield United    | Dave Bassett     | Brian Gayle      | Umbro         | Laver                    |
| Sheffield Wednesday | Trevor Francis   | Chris Waddle     | Puma          | Sanderson                |
| Southampton         | Alan Ball        | Matt Le Tissier  | Pony          | Dimplex                  |
| Swindon Town        | John Gorman      | Shaun Taylor     | Loki          | Burmah                   |
| Tottenham Hotspur   | Osvaldo Ardiles  | Gary Mabbutt     | Umbro         | Holsten                  |
| West Ham United     | Billy Bonds      | Steve Potts      | Pony          | Dagenham Motors          |
| Wimbledon           | Joe Kinnear      | Vinnie Jones     | Ribero        | LBC                      |

### Trenérské změny
| Klub              | Odcházející trenér          | Důvod odchodu                   | Datum odchodu    | Pozice v tabulce | Příchozí trenér | Datum příchodu  |
| ----------------- | --------------------------- | ------------------------------- | ---------------- | ---------------- | --------------- | --------------- |
| Chelsea           | David Webb                  | Konec smlouvy                   | 11. května 1993  | Před sezónou     | Glenn Hoddle    | 4. června 1993  |
| Ipswich Town      | John Lyall                  | Povýšen na sportovního ředitele | 30. května 1993  | Před sezónou     | Mick McGiven    | 1. června 1993  |
| Swindon Town      | Glenn Hoddle                | Přesun do Chelsea               | 4. června 1993   | Před sezónou     | John Gorman     | 4. června 1993  |
| Tottenham Hotspur | Doug Livermore Ray Clemence | Vyhozen                         | 19. června 1993  | Před sezónou     | Osvaldo Ardiles | 19. června 1993 |
| Manchester City   | Peter Reid                  | Vyhozen                         | 26. srpna 1993   | 20. místo        | Brian Horton    | 28. srpna 1993  |
| Coventry City     | Bobby Gould                 | Rezignace                       | 23. října 1993   | 14. místo        | Phil Neal       | 23. října 1993  |
| Everton           | Howard Kendall              | Rezignace                       | 4. prosince 1993 | 13. místo        | Mike Walker     | 6. ledna 1993   |
| Norwich City      | Mike Walker                 | Přesun do Evertonu              | 6. ledna 1994    | 8. místo         | John Deehan     | 6. ledna 1993   |
| Southampton       | Ian Branfoot                | Vyhozen                         | 10. ledna 1994   | 21. místo        | Alan Ball       | 20. ledna 1994  |
| Liverpool         | Graeme Souness              | Vyhozen                         | 28. ledna 1994   | 5. místo         | Roy Evans       | 30. ledna 1994  |
| Ipswich Town      | Mick McGiven                | Stal se asistentem manažera     | 15. února 1994   | 14. místo        | John Lyall      | 16. února 1994  |

## Tabulka
| Poř. | Tým                   | Z  | V  | R  | P  | VG | OG  | B  |
| ---- | --------------------- | -- | -- | -- | -- | -- | --- | -- |
| 1.   | Manchester United (C) | 42 | 27 | 11 | 4  | 80 | 38  | 92 |
| 2.   | Blackburn Rovers      | 42 | 25 | 9  | 8  | 63 | 36  | 84 |
| 3.   | Newcastle United      | 42 | 23 | 8  | 11 | 82 | 41  | 77 |
| 4.   | Arsenal               | 42 | 18 | 17 | 7  | 53 | 28  | 71 |
| 5.   | Leeds United          | 42 | 18 | 16 | 8  | 65 | 39  | 70 |
| 6.   | Wimbledon             | 42 | 18 | 11 | 13 | 56 | 53  | 65 |
| 7.   | Sheffield Wednesday   | 42 | 16 | 16 | 10 | 76 | 54  | 64 |
| 8.   | Liverpool             | 42 | 17 | 9  | 16 | 59 | 55  | 60 |
| 9.   | Queens Park Rangers   | 42 | 16 | 12 | 14 | 62 | 61  | 60 |
| 10.  | Aston Villa           | 42 | 15 | 12 | 15 | 46 | 50  | 57 |
| 11.  | Coventry City         | 42 | 14 | 14 | 14 | 43 | 45  | 56 |
| 12.  | Norwich City          | 42 | 12 | 17 | 13 | 65 | 61  | 53 |
| 13.  | West Ham United       | 42 | 13 | 13 | 16 | 47 | 58  | 52 |
| 14.  | Chelsea               | 42 | 13 | 12 | 17 | 49 | 53  | 51 |
| 15.  | Tottenham Hotspur     | 42 | 11 | 12 | 19 | 54 | 59  | 45 |
| 16.  | Manchester City       | 42 | 9  | 18 | 15 | 38 | 49  | 45 |
| 17.  | Everton               | 42 | 12 | 8  | 22 | 42 | 63  | 44 |
| 18.  | Southampton           | 42 | 12 | 7  | 23 | 49 | 66  | 43 |
| 19.  | Ipswich Town          | 42 | 9  | 16 | 17 | 35 | 58  | 43 |
| 20.  | Sheffield United (R)  | 42 | 8  | 18 | 16 | 42 | 60  | 42 |
| 21.  | Oldham Athletic (R)   | 42 | 9  | 13 | 20 | 42 | 68  | 40 |
| 22.  | Swindon Town (R)      | 42 | 5  | 15 | 22 | 47 | 100 | 30 |

Pravidla pro klasifikaci: 1) Body; 2) Gólový rozdíl; 3) vstřelené góly
(C) Šampion; (R) Sestupující
|  | Postup do základní skupiny Ligy mistrů      |
|  | Postup do prvního kola Poháru UEFA          |
|  | Postup do prvního kola Poháru vítězů pohárů |
|  | Sestup do Football League First Division    |

Poznámky
1. ↑  Arsenal se kvalifikoval do Poháru vítězů pohárů díky vítězvství v minulém ročníku soutěže
2. ↑  Aston Villa se kvalifikovala do Poháru UEFA díky vítězství v ligovém poháru
3. ↑  Chelsea se kvalifikovala do Poháru vítězů pohárů díky postupu do finále v FA Cupu (ve finále podlehla mistrům z Manchesteru United)

## Statistiky

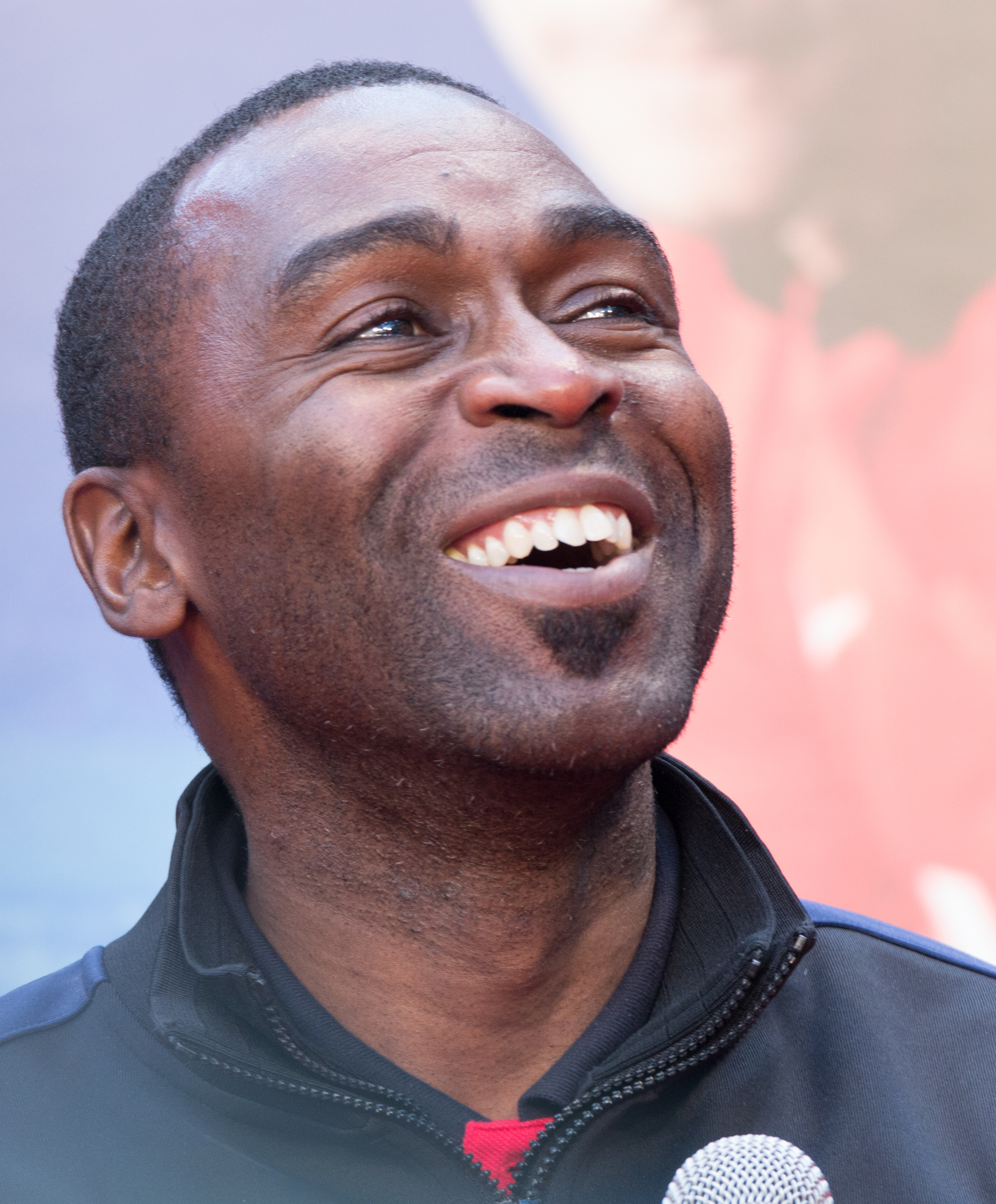
Andrew Cole se stal nejlepším střelcem Premier League v sezóně 1993/94 s 34 góly.

### Střelci

#### Nejlepší střelci
|    | Hráč            | Klub                | Góly |
| -- | --------------- | ------------------- | ---- |
| 1. | Andrew Cole     | Newcastle United    | 34   |
| 2. | Alan Shearer    | Blackburn Rovers    | 31   |
| 3. | Matt Le Tissier | Southampton         | 25   |
| 3. | Chris Sutton    | Norwich City        | 25   |
| 5. | Ian Wright      | Arsenal             | 23   |
| 6. | Peter Beardsley | Newcastle United    | 21   |
| 7. | Mark Bright     | Sheffield Wednesday | 19   |
| 8. | Eric Cantona    | Manchester United   | 18   |
| 9. | Dean Holdsworth | Wimbledon           | 17   |
| 9. | Rod Wallace     | Leeds United        | 17   |

#### Hattricky
| Hráč             | Klub                | Soupeř           | Skóre   | Datum             | Ref    |
| ---------------- | ------------------- | ---------------- | ------- | ----------------- | ------ |
| Micky Quinn      | Coventry City       | Arsenal          | 3:0 (H) | 14. srpna 1993    | [ 2 ]  |
| Tony Cottee      | Everton             | Sheffield United | 4:2 (D) | 21. srpna 1993    | [ 3 ]  |
| Kevin Campbell   | Arsenal             | Ipswich Town     | 4:0 (D) | 11. září 1993     | [ 4 ]  |
| Efan Ekoku       | Norwich City        | Everton          | 5:1 (H) | 25. září 1993     | [ 5 ]  |
| Alan Shearer     | Blackburn Rovers    | Leeds United     | 3:3 (H) | 23. října 1993    | [ 6 ]  |
| Peter Beardsley  | Newcastle United    | Wimbledon        | 4:0 (D) | 30. října 1993    | [ 7 ]  |
| Robbie Fowler    | Liverpool           | Southampton      | 4:2 (D) | 30. října 1993    | [ 8 ]  |
| Bradley Allen    | Queens Park Rangers | Everton          | 3:0 (H) | 20. října 1993    | [ 9 ]  |
| Andrew Cole      | Newcastle United    | Liverpool        | 3:0 (D) | 21. října 1993    | [ 10 ] |
| Kevin Campbell   | Arsenal             | Swindon Town     | 4:0 (D) | 27. prosince 1993 | [ 11 ] |
| Tony Cottee      | Everton             | Swindon Town     | 6:2 (D) | 15. ledna 1994    | [ 12 ] |
| Jan Åge Fjørtoft | Swindon Town        | Coventry City    | 3:1 (D) | 5. února 1994     | [ 13 ] |
| Dean Saunders    | Aston Villa         | Swindon Town     | 5:0 (D) | 12. února 1994    | [ 14 ] |
| Matt Le Tissier  | Southampton         | Liverpool        | 4:2 (D) | 14. února 1994    | [ 15 ] |
| Andrew Cole      | Newcastle United    | Coventry City    | 4:0 (D) | 23. února 1994    | [ 16 ] |
| Ian Wright       | Arsenal             | Ipswich Town     | 5:1 (H) | 5. března 1994    | [ 17 ] |
| Ian Wright       | Arsenal             | Southampton      | 4:0 (H) | 19. března 1994   | [ 18 ] |
| Matt Le Tissier  | Southampton         | Norwich City     | 5:4 (H) | 9. dubna 1994     | [ 19 ] |
| Dean Holdsworth  | Wimbledon           | Oldham Athletic  | 3:0 (D) | 26. dubna 1994    | [ 20 ] |

Poznámky
4 Hráč vstřelil 4 góly
(D) – Domácí tým
(H) – Hostující tým

#### Nejlepší asistenti
|    | Hráč               | Klub                | Asistence |
| -- | ------------------ | ------------------- | --------- |
| 1. | Andrew Cole        | Newcastle United    | 13        |
| 2. | Eric Cantona       | Manchester United   | 12        |
| 3. | Brian Deane        | Leeds United        | 11        |
| 3. | Ruel Fox           | Norwich City        | 11        |
| 3. | Chris Sutton       | Norwich City        | 11        |
| 6. | Matt Holmes        | West Ham United     | 10        |
| 6. | Paul Ince          | Manchester United   | 10        |
| 6. | Scott Sellars      | Newcastle United    | 10        |
| 9. | Matthew Le Tissier | Southampton         | 9         |
| 9. | Jason Wilcox       | Blackburn Rovers    | 9         |
| 9. | Ray Wilkins        | Queens Park Rangers | 9         |
| 9. | Dennis Wise        | Chelsea             | 9         |

### Čistá konta

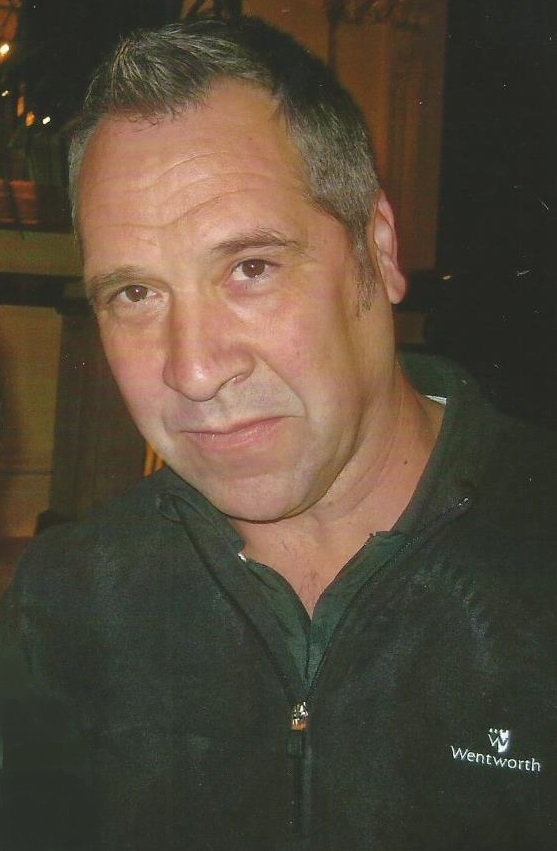
David Seaman udržel v sezóně 1993/94 nejvíce čistých kont (19), a to v dresu Arsenalu.

|    | Hráč             | Klub                         | Čistá konta |
| -- | ---------------- | ---------------------------- | ----------- |
| 1. | David Seaman     | Arsenal                      | 19          |
| 2. | Peter Schmeichel | Manchester United            | 15          |
| 3. | Luděk Mikloško   | West Ham United              | 14          |
| 4. | Tim Flowers      | Southampton/Blackburn Rovers | 13          |
| 5. | Dmitrij Charin   | Chelsea                      | 11          |
| 5. | Steve Ogrizovic  | Coventry City                | 11          |
| 5. | Hans Segers      | Wimbledon                    | 11          |
| 5. | Neville Southall | Everton                      | 11          |
| 9. | Tony Coton       | Manchester City              | 10          |
| 9. | Craig Forrest    | Ipswich Town                 | 10          |
| 9. | Bryan Gunn       | Norwich City                 | 10          |

### Disciplína

#### Hráči
- Nejvíce žlutých karet: 10[23]
  -  Dane Whitehouse (Sheffield United)

- Nejvíce červených karet: 2[24]
  -  Eric Cantona (Manchester United)
  -  Chris Makin (Oldham Athletic)

#### Klub
- Nejvíce žlutých karet: 44[25]
  - Sheffield United

- Nejvíce červených karet: 4[26]
  - Oldham Athletic
  - Sheffield United

## Ocenění

### Měsíční
| Měsíc    | Manager of the Month | Manager of the Month | Ref.   |
| Měsíc    | Trenér               | Klub                 | Ref.   |
| -------- | -------------------- | -------------------- | ------ |
| Srpen    | Alex Ferguson        | Manchester United    | [ 27 ] |
| Září     | Joe Kinnear          | Wimbledon            | [ 27 ] |
| Říjen    | Mike Walker          | Norwich City         | [ 27 ] |
| Listopad | Kevin Keegan         | Newcastle United     | [ 27 ] |
| Prosinec | Trevor Francis       | Sheffield Wednesday  | [ 27 ] |
| Leden    | Kenny Dalglish       | Blackburn Rovers     | [ 27 ] |
| Únor     | Joe Royle            | Oldham Athletic      | [ 27 ] |
| Březen   | Joe Kinnear          | Wimbledon            | [ 27 ] |
| Duben    | Joe Kinnear          | Wimbledon            | [ 27 ] |

### Roční ocenění
| Ocenění                         | Vítěz        | Klub              |
| ------------------------------- | ------------ | ----------------- |
| PFA Players' Player of the Year | Eric Cantona | Manchester United |
| PFA Young Player of the Year    | Andrew Cole  | Newcastle United  |
| Hráč roku dle FWA               | Alan Shearer | Blackburn Rovers  |

| PFA Team of the Year | PFA Team of the Year            | PFA Team of the Year               | PFA Team of the Year               | PFA Team of the Year             | PFA Team of the Year               | PFA Team of the Year               |
| -------------------- | ------------------------------- | ---------------------------------- | ---------------------------------- | -------------------------------- | ---------------------------------- | ---------------------------------- |
| Brankář              | Tim Flowers (Blackburn Rovers)  | Tim Flowers (Blackburn Rovers)     | Tim Flowers (Blackburn Rovers)     | Tim Flowers (Blackburn Rovers)   | Tim Flowers (Blackburn Rovers)     | Tim Flowers (Blackburn Rovers)     |
| Obránci              | Gary Kelly (Leeds United)       | Gary Pallister (Manchester United) | Gary Pallister (Manchester United) | Tony Adams (Arsenal)             | Tony Adams (Arsenal)               | Denis Irwin (Manchester United)    |
| Záložníci            | Paul Ince (Manchester United)   | Paul Ince (Manchester United)      | Gary McAllister (Leeds United)     | Gary McAllister (Leeds United)   | David Batty (Blackburn Rovers)     | David Batty (Blackburn Rovers)     |
| Útočníci             | Alan Shearer (Blackburn Rovers) | Alan Shearer (Blackburn Rovers)    | Eric Cantona (Manchester United)   | Eric Cantona (Manchester United) | Peter Beardsley (Newcastle United) | Peter Beardsley (Newcastle United) |

## Vítěz
| Premier League 1993/94 Manchester United (2. titul) |